# فاطما توپتاش
فاطما توپتاش (انگلیسی: Fatma Toptaş؛ زادهٔ ۲۵ نوامبر ۱۹۸۲) بازیگر اهل ترکیه است. وی از سال ۲۰۰۷ میلادی تاکنون مشغول فعالیت بوده‌است.
از فیلم‌ها یا برنامه‌های تلویزیونی که وی در آن نقش داشته‌است می‌توان به شماره ۳۰۹ اشاره کرد.